# Codex Montfortianus
Codex Montfortianus, designado como 61 (en la numeración Gregory-Aland) y δ 603 (Soden), es un manuscrito griego en minúsculas del Nuevo Testamento, en papel. Erasmo lo llamó Codex Britannicus. Está datado a principios del siglo XVI, aunque una fecha en el siglo XV es posible por razones paleográficas. El manuscrito es famoso por incluir la coma joánica. Tiene notas marginales.

## Descripción

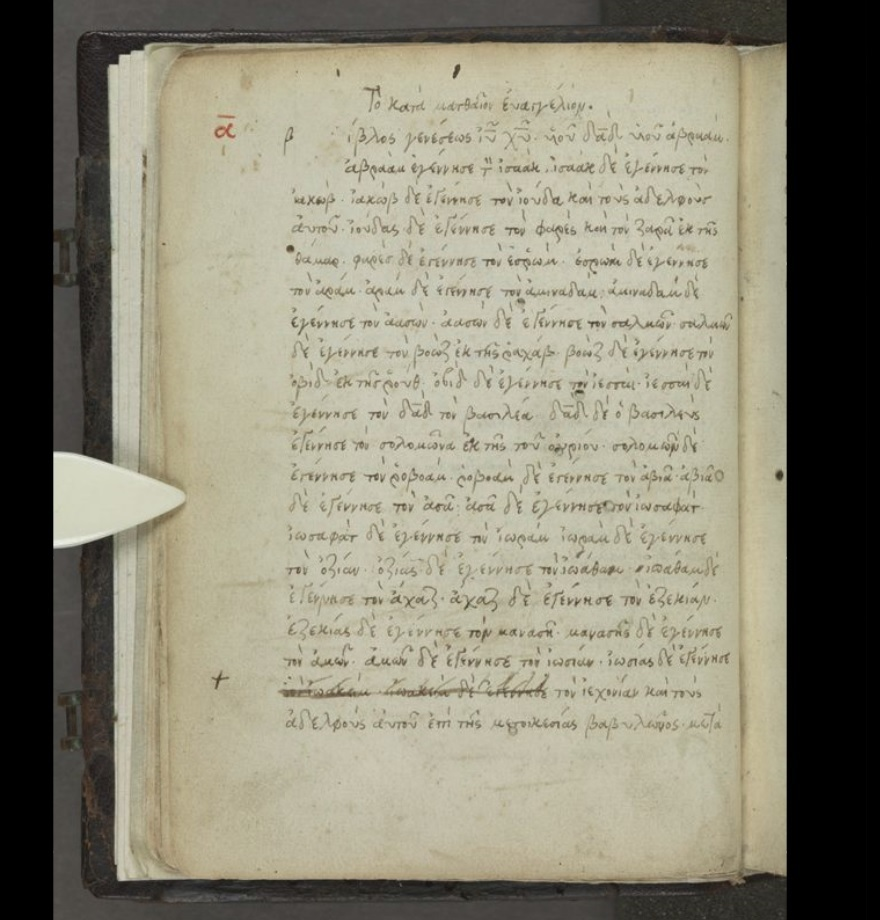
Evangelio de Mateo

El códice contiene la totalidad del Nuevo Testamento. El texto está escrito en una columna por página, 21 líneas por página, en 455 hojas de papel (15.8 cm por 12 cm).
El texto está dividido de acuerdo con los κεφαλαια (capítulos), cuyos números se dan al margen, y sus τιτλοι (títulos) en la parte superior de las páginas. El texto de los Evangelios está dividido de acuerdo con las más pequeñas Secciones Amonianas, con referencias a los Cánones de Eusebio.
Contiene Prolegómenos, tablas de los κεφαλαια (tablas de contenido) antes de cada libro, y suscripciones al final de cada libro, con números de στιχοι. Los títulos de los libros sagrados fueron escritos en tinta roja.
El orden de los libros: Evangelios, epístolas paulinas, Hechos, epístolas generales (Santiago, Judas, 1-2 Pedro, 1-3 Juan), y el libro de Apocalipsis. El orden de las epístolas generales es idéntico al de la minúscula 326.

## Texto
El texto griego de los Evangelios y Hechos es representativo del tipo textual bizantino. Aland lo colocó en la Categoría V. En las epístolas paulinas y las epístolas generales, su texto es mixto. Aland lo colocó en la Categoría III. En el libro de Apocalipsis, el texto pertenece al tipo de texto bizantino, pero con un gran número de variantes únicas de texto, en una estrecha relación con el Uncial 046 y la minúscula 69. En los Evangelios, es cercano a los manuscritos 56, 58. No fue examinado usando el Perfil del Método de Claremont.
En 1 Juan 5:6 tiene la variante textual δι' ὕδατος καὶ αἵματος καὶ πνεύματος ἁγίου (a través del agua y de la sangre y el Espíritu Santo) junto con los manuscritos: 39, 326, 1837. Bart Ehrman identificó esta lectura como una corrupción ortodoxa del texto.
Contiene el coma joánica como parte integral del texto. Un facsímil grabado de la página correspondiente se puede ver en Thomas Hartwell Horne (1818). An Introduction to the Critical Study and Knowledge of the Holy Scriptures. Londres: Cadell and Davies. vol. 2.2. p. 118.

## Historia
Fue el primer manuscrito griego descubierto que contenía la coma juanina en 1 Juan 5:7-8. Fue copiado de un manuscrito anterior que no tenía la coma. Fue insertada del latín. Su primer propietario conocido fue Froyo, un fraile franciscano; luego, Thomas Clement (1569); después, William Chark (1582); y más tarde Thomas Montfort, de quien deriva su nombre actual, entonces arzobispo de Ussher, causante del cotejo que hizo aparecer al manuscrito en la Walton Polyglott (Mateo 1:1; Hechos 22:29; Romanos 1). Montfort presentó después el manuscrito al Trinity College de Dublín.
Este códice fue utilizado por Erasmo en su tercera edición del Novum Testamentum (1522). Erasmo imprimió mal εμαις por εν αις en Apocalipsis 2:13.
Fue descrito por Wettstein y Orlando Dobbin. C. R. Gregory lo vio en 1883.
El códice se encuentra actualmente en el Trinity College (Ms. 30) en Dublín.

## Lectura adicional
- Dobbin, Orlando T. (1854). The Codex Montfortianus: A Collation of this Celebrated Ms. in the Library of Trinity College, Dublin, Throughout the Gospels and Acts, with the Greek Text of Wetstein, and with Certain Mss. in the University of Oxford. Londres: Samuel Bagster and Sons.
- T.K. Abbott (1891). «Note on the Codex Montfortianus». Hermathena XVII: 203.